# Hirpins
Els hirpins (llatí: Hirpini, grec antic Ἱρπινοί) foren un poble del centre d'Itàlia, d'ètnia samnita, però sovint considerats una nació separada de vegades anomenada Hirpinia. Vivien al sud del Samni a una regió muntanyosa al límit amb Lucània al sud i la Pulla a l'est, i fins a la Campània a l'oest. El seu nom segons els autors antics derivava de la paraula sabina o samnita hirpus que vol dir llop.
El seu nom apareix a la història durant les guerres samnites. Una ciutat dels hirpins, Malaventum (després Beneventum), és esmentada repetidament com a teatre d'operacions. En aquest temps el hirpins eren part de la Lliga Samnita. El 268 aC, quan una colònia romana es va establir a Beneventum, ja havien estat sotmesos a Roma.
A la segona guerra púnica els hirpins apareixen com un poble separat i independent dels samnites. El hirpins foren un dels primers pobles que el 216 aC es va declarar a favor d'Hanníbal després de la batalla de Cannes. Però la colònia romana de Beneventum, que controlava el país dels hirpins, mai va caure en mans dels cartaginesos i el 215 aC els romans dirigits pel pretor Marc Valeri van ocupar almenys tres ciutats dels hirpins (esmentades com Vescellium, Vercellium, i Sicilinum). El 214 aC el territori dels hirpins fou teatre de les operacions del general Hannó contra Tiberi Grac i el 212 aC del mateix general quan preparava el setge de Càpua. El 209 aC Hanníbal va perdre el centre d'Itàlia i els hirpins es van sotmetre a Roma i van obtenir condicions favorables, però una part del territori fou confiscat i va passar a mans de nobles romans.
Apareixen altre cop a la història durant la guerra social (90 aC) quan es van rebel·lar contra el govern de Roma, però el 89 aC Sul·la va conquerir per assalt Aeculanum, una de les seves places fortes i els hirpins atemorits es van sotmetre i altre cop van obtenir condicions favorables. Una part dels hirpins havia lluitat amb els romans, com se sap pel cas de Minaci Magi, ancestre de l'historiador Vel·leius, nadiu d'Asculanum, que va ser lleial als romans i va reclutar una legió entre els hirpins que va donar suport a la lluita dels romans a la Campània. Probablement molt poc després van ser admesos a la ciutadania romana, i van desaparèixer com a nació.
August a la seva divisió d'Itàlia, va separar als hirpins del samnites i els va incloure a la II regió juntament amb la Pulla i Calàbria, mentre el Samni fou inclòs a la IV regió. Aquesta divisió es va mantenir al llarg de l'Imperi, ja que el Samni es va reduir i la Campània es va engrandir per incloure Beneventum i les ciutats dels hirpins. El seu territori tenia una llacuna, feta famosa per Virgili, anomenada Llac de Amsanctus. El país era travessat per vies secundàries que s'unien a la via Àpia que anava de Càpua a Beneventum amb una branca cap a Aeculanum, Romulea i Aquilonia que arribava fins a Tàrent. La via Trajana passava per Beneventum i Equus Tuticus fins a Aecae a la Pulla i després per Canusium fins a Brundisium.
Ciutats hirpines
- Abel·línum
- Aeclanum
- Aletrium
- Aquilonia
- Beneventum
- Compsa
- Equus Tuticus
- Ferentínum
- Fratulum
- Ligures Barbiani (colònia lígur establerta el 180 aC)
- Ligures Corneliani (colònia lígur establerta el 180 aC)
- Murgantia
- Romulea
- Sicilinum
- Taurasia
- Trivicum
- Vescellium
- Vercellium